# 康宝忠
康宝忠（1884年—1919年11月1日），字蝶庵，一字心孚。祖籍陕西城固，生于四川。中國民主革命家、法學家、社會學家、記者。

## 生平
因康宝忠的父親在四川做官，所以康宝忠兄弟均出生于四川。做过四川彭山知县（后来定居成都），据县志记载，在彭山还有他的纪念碑。当时主张维新的，所以他把四个儿子都送到日本留学。清朝光绪三十年（1904年）夏，他到日本留學，入经纬学校，任陕西留日学生同乡会干事长。光绪三十一年七月（1905年8月）他加入中國同盟会。光绪三十一年七月二十日（8月20日），中国同盟会在东京召開成立大會，他被推举为总部评议员，後來介紹井勿幕、于右任加入中国同盟会。光绪三十一年十二月（1906年初），他参加中国留日学生反对《关于许清国人入学之公私立学校之规程》的斗争，任留日学生会总干事，后遭到清政府下逮捕令。光绪三十二年（1906年）初，他受中國同盟会派遣回国到四川策动起義，事機敗露。四川总督锡良當面责令康宝忠的父親交出康宝忠，後來幸虧锡良调离四川，康宝忠才免入獄。他回到日本后，随章太炎学习国学，入早稻田大学经济科。光绪三十二年十月十七日（1906年12月2日） ，黄兴主持在东京神田锦辉馆举辦《民报》创刊一周年庆祝大会，孙中山在康宝忠、景梅九的陪同下进入会场並且发表了演讲。
宣统元年（1909年）康宝忠從日本回國，参加了清廷举行的留学生考试，中举人，授七品京官，分到邮传部，歷任大清银行学堂教习、监学、代理教务长。宣统二年三月初七（1910年4月16日），汪精卫谋刺摄政王載灃而被捕，康宝忠被清政府怀疑並受到跟踪，康宝忠遂借年假以省亲的名義回到四川成都。宣统三年正月（1911年），因父親逝世，康宝忠居丧於家。
四川保路運動時，革命党人以康宝忠家为聚會地点，密谋反清。1911年武昌起义爆发後，康宝忠赴重庆，到達重慶時，张培爵等已宣布独立，请康宝忠任内务部部长，康宝忠推辞未就任。隨後他到南京，任临时大总统府秘书处文牍科负责人。后他任南京临时参议院议员，不顧孫中山建都南京的主張，力主迁都北京。后经临时大总统府交通部次长于右任劝說，康宝忠放弃遷都北京之見，但未出席参议院会议。此後，他通电辞去议员职务，和朋友成立图书公司，兼任《民主报》记者，又和章士钊创办《独立周报》。1913年二次革命爆发，康宝忠被袁世凯政府猜忌。1913年，他擔任吴淞中国公学教务长。1915年辞去教務長職務后，他到北京，歷任北京大学讲师、教授，北京法政专门学校教员，讲授中国法制史。1916年，北京大学在中國首设社会学班，请康宝忠讲授社会学，他也被誉为中国首位社会学家。1919年五四运动中，他被選举为北京大學教职员干事会干事，北京教职员联合会总务干事、主席。1919年11月1日，他在北京法政专门学校講課时，於課間突发急病去世。

## 著作
- 社会学讲义
- 社会政策
- 殖民政策
- 伦理学
- 中国法制史
- 寥居杂记
- 寥居文学
- 高仲和辑，康宝忠撰，政党史

## 家庭
二哥康心如，著名金融家、四川美丰银行总经理、陪都参议会议长。